# Epidendrum coriifolium
Epidendrum coriifolium är en orkidéart som beskrevs av John Lindley. Epidendrum coriifolium ingår i släktet Epidendrum och familjen orkidéer. Inga underarter finns listade i Catalogue of Life.

## Bildgalleri

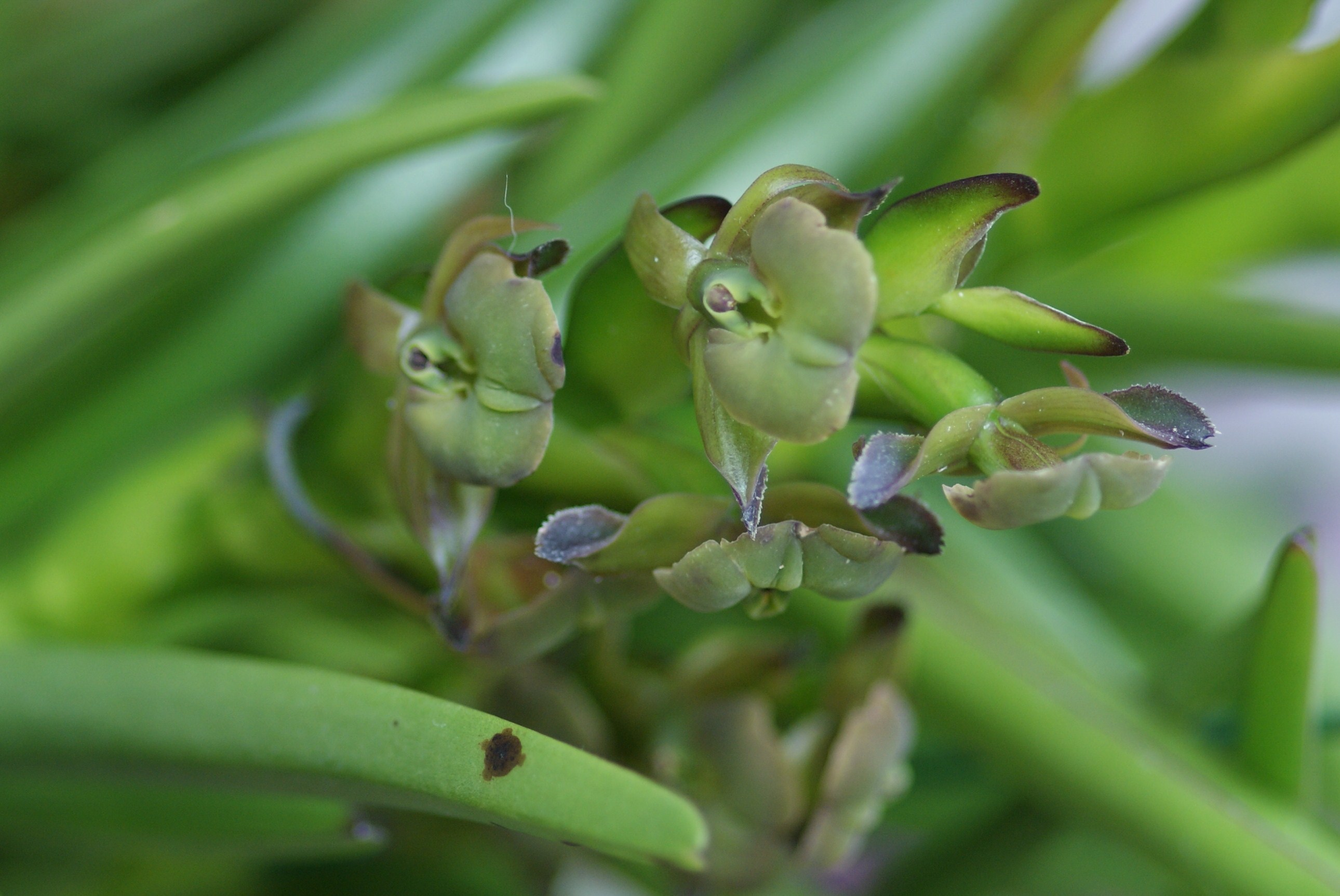